# Jason Bakke
Jason Bakke (* 11. Dezember 1989) ist ein südafrikanischer Straßenradrennfahrer.
Jason Bakke begann seine Karriere 2008 bei dem südafrikanischen Continental Team House of Paint. In der Saison 2010 wurde er bei einer Etappe des Anatomic Jock Race Tageszweiter und belegte in der Gesamtwertung den vierten Rang. Bei der Afrikameisterschaft 2010 in Ruanda gewann er mit dem Nationalteam die Silbermedaille im Mannschaftszeitfahren. Das Straßenrennen beendete er nicht. Kurz darauf startete Bakke bei der Tour of Rwanda, wo er eine Etappe für sich entscheiden konnte.

## Erfolge
2010
- Afrikameisterschaft – Mannschaftszeitfahren (mit Gabriel Combrinck, Luthando Kaka und Reinardt Janse van Rensburg)
- eine Etappe Tour of Rwanda

## Teams
- 2008–2009 House of Paint
- 2011–2012 Team Bonitas
- 2013 La Pomme Marseille